# FootballSouth Premier League
La FootballSouth Premier League es el campeonato regional de la parte sur de la Isla Sur de Nueva Zelanda regida por la FootballSouth. Surgió en el año 2000 como reemplazante de la Southern League. La mayoría de los clubes provienen de Dunedin.
El equipo que más títulos acumula es el Caversham AFC, con 15 en su haber.

## Equipos temporada 2018
| Equipo            | Ciudad       |
| ----------------- | ------------ |
| Caversham AFC     | Dunedin      |
| Dunedin Technical | Dunedin      |
| Green Island FC   | Dunedin      |
| Mosgiel AFC       | Dunedin      |
| Northern AFC      | Dunedin      |
| Otago University  | Dunedin      |
| Roslyn Wakari     | Dunedin      |
| Southland United  | Invercargill |
| Queenstown Rovers | Queenstown   |

## Palmarés
| - 2000 - Caversham AFC - 2001 - Caversham AFC - 2002 - Caversham AFC - 2003 - Roslyn Wakari - 2004 - Caversham AFC - 2005 - Caversham AFC - 2006 - Caversham AFC - 2007 - Caversham AFC - 2008 - Caversham AFC - 2009 - Caversham AFC | - 2010 - Caversham AFC - 2011 - Dunedin Technical - 2012 - Caversham AFC - 2013 - Dunedin Technical - 2014 - Caversham AFC - 2015 - Caversham AFC - 2016 - Caversham AFC - 2017 - Caversham AFC - 2018 - Dunedin Technical |

## Títulos por equipo
| Equipo            | Títulos | Años campeón                                                                             |
| ----------------- | ------- | ---------------------------------------------------------------------------------------- |
| Caversham AFC     | 15      | 2000, 2001, 2002, 2004, 2005, 2006, 2007, 2008, 2009, 2010, 2012, 2014, 2015, 2016, 2017 |
| Dunedin Technical | 3       | 2011, 2013, 2018                                                                         |
| Roslyn Wakari     | 1       | 2003                                                                                     |